# Contea di Webster (Georgia)
La contea di Webster (in inglese Webster County) è una contea dello Stato della Georgia, negli Stati Uniti. La popolazione al censimento del 2000 era di 2 390 abitanti. Il capoluogo di contea è Preston.